# Estadio Jesús Bermúdez
Das Estadio Jesús Bermúdez ist ein Fußballstadion mit Leichtathletikanlage in der bolivianischen Stadt Oruro im gleichnamigen Departamento. Es bietet 33.795 Plätze. Es ist die Heimspielstätte der Fußballvereine Oruro Royal und Club San José, der in der Liga de Fútbol Profesional Boliviano spielt.

## Geschichte
Am 20. Februar 2013 wurde ein 14 Jahre alter Fan des Club San José während eines Spiels der Copa Libertadores gegen Corinthians São Paulo im Estadio Jesús Bermúdez getötet, nachdem er von einem Gegenstand getroffen wurde, der aus dem Gästeblock geworfen wurde.

## Galerie

Das Stadion unter Flutlicht (November 2019)